# Stadstrafik i Skellefteå
Stadstrafiken i Skellefteå utgörs av fem linjer samt tre nattlinjer. Den 18 augusti 2014 ändrades nätet från ringlinjer till genomgående linjer. Trafiken utförs av kommunala Skelleftebuss.

## Fordon
I nätet cirkulerar 32 biogasbussar från polska Solaris Urbinofamilj, de flesta boggibussar.

## Linjenät

### Aktuellt linjenät
| Linje | Sträcka                                                          |
| ----- | ---------------------------------------------------------------- |
| 1     | Anderstorp - Centrum - Morö Backe - Solbacken                    |
| 2     | Skelleftehamn - Ursviken - Centrum - Sjungande Dalen - Stenbacka |
| 3     | Bergsbyängarna S - Northvolt - Centrum - Sunnanå - Nyckelgatan   |
| 4     | Bergsbyängarna S - Floraskolan - Centrum - Mobacken              |
| 9     | Lasarettet - Centrum - Moröhöjden - Solbacken                    |

### Nattrafik
| Linje | Sträcka                                                                      |
| ----- | ---------------------------------------------------------------------------- |
| 70    | Northvolt Norra - Northvolt Södra 372 - Anderstorp - Nyckelgatan - Orrvägen  |
| 80a   | Northvolt Södra 372 - Northvolt Norra - Morö Backe - Centrum - Dirigentvägen |
| 80b   | Northvolt Norra - Northvolt Södra 372 - Skelleftehamn                        |

### Linjenät innan 18 augusti 2014
| Linje | Sträcka                                        | Övrigt                                                      |
| ----- | ---------------------------------------------- | ----------------------------------------------------------- |
| 2     | Centrum - Morö Backe - Centrum                 |                                                             |
| 2 D   | Centrum - Morö Backe - Solbacken               | Industritur                                                 |
| 3     | Centrum - Anderstorp - Centrum                 |                                                             |
| 4     | Centrum - Sjungande Dalen - Centrum            | Via Medlefors folkhögskola, ej hpl Uppfinnarvägen           |
| 4 C   | Centrum - Sjungande dalen - Stenbacka          |                                                             |
| 5     | Centrum - Sunnanå/Sörböle - Centrum            |                                                             |
| 6     | Centrum - Morö Backe/Solbacken                 | Via Mullberget, Morön. Vissa turer endast till hpl Vårgatan |
| 12    | Centrum - Morö Backe Centrum                   |                                                             |
| 13    | Centrum - Anderstorp                           |                                                             |
| 14    | Centrum - Mobacken - Sjungande Dalen - Centrum |                                                             |
| 89    | Centrum - Skellefteå Kraft Arena - Centrum     | Endast vintertid                                            |